# ميناء الحمرية
ميناء الحمرية، هو ميناء محلي في دبي، الإمارات العربية المتحدة وهو أحد أصغر الموانئ في دبي. وشهد مراحل متعددة من النمو والتطور تماشياً مع تطور الحركة البحرية التجارية في الإمارة. يقع في منطقة ديرة قبالة الساحل الشمالي الشرقي للمدينة. يحده من الجنوب منطقتي الوحدة وأبوهيل ومن الجنوب والشرق الممزر. شكلت نخلة ديرة عند اكتمالها المحيط الشمالي لميناء الحمرية. يمتد الطريق D 92 (طريق الخليج) بالتوازي تقريبًا على طول منطقة الميناء.

في عام 1975، أبرم عقد بقيمة 20 مليون درهم (5.4 مليون دولار أمريكي) مع حكومة دبي لتطوير الميناء وذلك جزئياً استجابة لزيادة النشاط التجاري في دبي الذي شكل ضغطاً كبيراً على خور دبي. كان الغرض من بناء الميناء هو التعامل مع سفن الصيد الصغيرة، وكذلك استيعاب بعض السفن التجارية المتجهة إلى دبي.
يدار الميناء اليوم من قبل موانئ دبي العالمية مثل جميع الموانئ الأخرى في المدينة، ويلعب دوراً رئيسياً في تسهيل التجارة بين دبي ودول جنوب آسيا وشرق أفريقيا. تشكل المواد الغذائية وقطع غيار السيارات والماشية الجزء الأكبر من التجارة عبر الميناء. شهد ميناء الحمرية عملية توسعة، والتي تضمنت زيادة رصيفه التجاري على مرحلتين.

في العام 2022 تم تدشين عملية التوسعة للميناء والتي تضمنت بناء جدار رصيف إضافي بطول 1.15 كيلومتر من أجل زيادة قدرات المرفأ والتوسع بامكانية الرسو لمجموعة أكبر من السفن التقليدية وسفن البضائع السائبة وسفن الدحرجة الحديثة. حيث وصل طول جدار رصيف الميناء إلى 3.14 كيلومتر، كما وصل عدد المراسي إلى 14 بعد إضافة 5 مراسي جديدة، بالإضافة لزيادة عمق الغاطس عن طريق التجريف ليصل إلى 8.5 متر، كما وصلت السعة التخزينية الإجمالية لساحة التخزين إلى 403.4 آلاف متر مربع، مع تجهيزها بأحدث الوسائل التقنية والتجهيزات البحرية، والمصدات، والحواجز، والسلالم.
استقبل الميناء في العام 2023 أكثر من 4300 سفينة من مختلف الأنواع والأحجام، كما تمت مناولة أكثر من 1.6 مليون طن من البضائع المختلفة من حاويات وسيارات ومواشي.

## الثروة الحيوانية وصيد الأسماك
يعتبر الميناء مركزاً مهماً ووجهة مفضلة تلبي أعلى المعايير لواردات الماشية، مما يسهم في تلبية احتياجات السوق المحلية، بالإضافة لكونه مركزاً رئيسياً لقطاع صيد الأسماك، حيث يوفر الميناء أرصفة لما يقارب 259 قارباً، تضم 156 رصيفاً مبللاً و103 رصيفاً جافاً، بالإضافة إلى العديد من الخدمات المتعلقة بالبحارة والصيادين وعلى مدار الساعة.